# Zambion hirtum
Zambion hirtum är en stekelart som beskrevs av Delobel 1993. Zambion hirtum ingår i släktet Zambion och familjen brokparasitsteklar. Inga underarter finns listade i Catalogue of Life.